# 1991年度叱咤樂壇流行榜頒獎典禮得獎名單
1991年度叱咤樂壇流行榜頒獎典禮得獎名單列出1991年度叱咤樂壇流行榜頒獎典禮所頒發的獎項及得獎者，這個頒獎禮由香港商業電台舉辦，於1992年1月20日假香港體育館舉行。

## 得獎名單

### 叱咤樂壇男歌手
- 金獎：張學友
  - 上榜歌曲：再愛上你、壯志驕陽、今晚要盡情、情不禁、每天愛你多一些、一顆不變心
    - 演繹歌曲：一顆不變心
- 銀獎：劉德華
  - 上榜歌曲：絕望的笑容、不需要愛情、再吻我吧、親愛的、長夜多浪漫、再會了、愛不完、一起走過的日子、不可不信...緣
    - 演繹歌曲：長夜多浪漫
- 銅獎：黎明[2]
  - 上榜歌曲：親近你、如果這是情、夜夜夢中見、我的感覺、兩心知、對不起我愛你、Oh! 夜、今夜你會不會來
    - 演繹歌曲：今夜你會不會來

### 叱咤樂壇女歌手
- 金獎：林憶蓮
  - 上榜歌曲：情人的眼淚、瘋了、多謝、愛上一個不回家的人、薔薇之戀、心野夜、再生戀
    - 演繹歌曲：愛上一個不回家的人
- 銀獎：梅艷芳
  - 上榜歌曲：何日、Faithfully、教父的女人、Touch、似是故人來、慾望野獸街、夢姬
- 銅獎：葉蒨文
  - 上榜歌曲：尋覓、秋去秋來、如果有緣、心裡的陽光、憑千個心、快一些、春風秋雨、信自己
    - 演繹歌曲：春風秋雨

### 叱咤樂壇組合
- 金獎：草　蜢
  - 上榜歌曲：蜘蛛女之吻、離不開、Lonely、忘情森巴舞、You Are Everything、憑什麼、夜了、又愛又恨
    - 演繹歌曲：又愛又恨
- 銀獎：Beyond
  - 上榜歌曲：無淚的遺憾、可知道、Amani、不再猶豫
    - 演繹歌曲：Amani
- 銅獎：太　極
  - 上榜歌曲：頂天立地、一生最美一次、Crystal、一切為何

### 叱咤樂壇生力軍男歌手
- 金獎：李國祥
  - 上榜歌曲：心倦、藍夜、夕陽路上、藍色Sha La La
    - 演繹歌曲：藍色Sha La La
- 銀獎：郭富城
  - 上榜歌曲：我是不是該安靜的走開、到底有誰能夠告訴我
    - 演繹歌曲：到底有誰能夠告訴我
- 銅獎：劉錫明
  - 上榜歌曲：你怎麼捨得我難過、是緣是債是場夢
    - 演繹歌曲：是緣是債是場夢

### 叱咤樂壇生力軍女歌手
- 金獎：黎明詩
  - 上榜歌曲：Fallen Angel、停不了的愛、最後一次、其實你只愛自己、無條件的愛、Goodbye My Love、心意
    - 演繹歌曲：Goodbye My Love
- 銀獎：劉小慧
  - 上榜歌曲：夢幻星座情人、留住這一刻、初戀情人、一世情緣
    - 演繹歌曲：留住這一刻
- 銅獎：袁鳳瑛
  - 上榜歌曲：滾滾紅塵、心經
    - 演繹歌曲：滾滾紅塵

### 叱咤樂壇生力軍組合
- 金獎：張智霖、許秋怡
  - 上榜歌曲：現代愛情故事、片片楓葉情
    - 演繹歌曲：現代愛情故事
- 銀獎：Purple Heart
  - 上榜歌曲：一秒是無限、相愛一生
- 銅獎：軟硬天師
  - 上榜歌曲：川保久齡大戰山本耀司、For You、你好陰毒

### 叱咤樂壇過江龍
- 金獎：庾澄慶
  - 上榜歌曲：想念你、進入我的世界、一個心跳的距離、管不住自己、不敢停止想你
    - 演繹歌曲：一個心跳的距離
- 銀獎：張洪量
  - 上榜歌曲：美麗的花蝴蝶、罪人
- 銅獎：黑豹
  - 上榜歌曲：無地自容、Don't Break My Heart

### 叱咤樂壇我最喜愛的本地創作歌曲大獎
- 一起走過的日子（劉德華）

### 叱咤樂壇我最喜愛的歌曲大獎
- 每天愛你多一些（張學友）

### 叱咤樂壇作曲家CASH大獎
- 羅大佑

### 叱咤樂壇填詞人CASH大獎
- 林振強

### 叱咤樂壇唱片監製
- 歐丁玉

### 叱咤樂壇大碟IFPI大獎
- 《情不禁》（張學友）
  - 上榜歌曲：再愛上你、情不禁、每天愛你多一些

### 叱咤樂壇至尊歌曲大獎
- 每天愛你多一些（張學友）